# Axel Gómez
Axel Gómez (* 31. Januar 2006) ist ein venezolanischer Leichtathlet, der sich auf den Sprint spezialisiert hat.

## Sportliche Laufbahn
Erste Erfahrungen bei internationalen Meisterschaften sammelte Axel Gómez im Jahr 2025, als er bei den Südamerikameisterschaften in Mar del Plata mit der venezolanischen 4-mal-400-Meter-Staffel in 3:09,18 min gemeinsam mit Javier Gómez, Kalin Zambrano und Kelvis Padrino die Bronzemedaille hinter den Teams aus Brasilien und Argentinien gewann.

## Persönliche Bestzeiten
- 400 Meter: 47,19 s, 4. April 2025 in Caracas